# Espace cislunaire
L’espace cislunaire désigne l’espace sphérique se trouvant autour de la Terre jusqu’à la limite de l’orbite de la Lune. Par exemple, les missions Apollo se déroulaient majoritairement dans cet espace.